# 井口貢
井口 貢（いぐち みつぐ、1956年2月 - ）は、日本の文化政策学者。同志社大学政策学部・大学院総合政策科学研究科教授。

## 人物・経歴
滋賀県米原町生まれ。1979年滋賀大学経済学部経営学科卒業。1982年滋賀大学大学院経済学研究科経済学専攻修士課程修了、経済学修士。同年岡崎女子大学経営実務科専任講師。1996年岡崎女子大学経営実務科助教授。1999年岐阜女子大学文学部助教授。2001年京都橘女子大学文化政策学部助教授。2005年京都橘大学文化政策学部教授。2007年同志社大学政策学部教授。専攻は文化政策学、文化経済学、観光文化論。

## 著作
- 『文化経済学の視座と地域再創造の諸相』学文社 1998年
- 『まちづくり・観光と地域文化の創造』学文社 2005年
- 『くらしのなかの文化・芸術・観光 : カフェでくつろぎ、まちつむぎ』法律文化社 2014年
- 『反・観光学 : 柳田國男から、「しごころ」を養う文化観光政策へ』ナカニシヤ出版 2018年
- 『深掘り観光のススメ : 読書と旅のはざまで』ナカニシヤ出版 2021年
- 『昭和歌謡と人文学の季節』ナカニシヤ出版 2023年

### 編著
- 『文化現象としての経済 : 現代経済の諸相』学術図書出版社 1995年
- 『観光文化の振興と地域社会』ミネルヴァ書房 2002年
- 『まちづくりと共感、協育としての観光 : 地域に学ぶ文化政策』水曜社 2007年
- 『入門文化政策 : 地域の文化を創るということ』ミネルヴァ書房 2008年
- 『観光学への扉』学芸出版社 2008年
- 『地域力再生の政策学 : 京都モデルの構築に向けて』（真山達志, 今川晃と共編著）ミネルヴァ書房 2010年
- 『地域の自律的蘇生と文化政策の役割 : 教育から協育,「まちづくり」から「まちつむぎ」へ』学文社 2011年
- 『観光文化と地元学』古今書院 2011年
- 『京都・観光文化への招待』（池上惇と共編著）ミネルヴァ書房 2012年
- 『岐阜の昭和30年代を歩く』（安元彦心と共編著）風媒社 2022年

### 編集
- 『政策学部でどう学ぶか』学芸出版社 2014年
- 『観光学事始め : 「脱観光的」観光のススメ』法律文化社 2015年

### 監修
- 『これでよいのか観光政策ー22世紀に生きる子どもたちのために』（井口 貢監修・郭育仁編）ビジネス実用社 2024年